# Lecteria metatarsalba
Lecteria metatarsalba är en tvåvingeart som beskrevs av Alexander 1920. Lecteria metatarsalba ingår i släktet Lecteria och familjen småharkrankar. Inga underarter finns listade i Catalogue of Life.